# Miro Kovač
Miro Kovač (Split, 20 de septiembre de 1968) es un historiador, diplomático y político croata que se desempeñó como ministro de Asuntos Exteriores y Europeos de Tihomir Orešković desde el 22 de enero de 2016 hasta el 19 de octubre de 2016. Es miembro del partido conservador Unión Democrática Croata (HDZ).

## Biografía
Nació el 20 de septiembre de 1968 en Split como el mayor de cuatro hermanos. Inició su educación terciaria en la Universidad de Zagreb y la completó en la Universidad Sorbonne Nouvelle Paris 3 en París, donde obtuvo su maestría con una tesis sobre las políticas nacionales y europeas de los Estados miembros de la Unión Europea, así como como doctorado en historia de las relaciones internacionales con una tesis sobre el papel de Francia en la creación del Reino de Yugoslavia.
En 1995, comenzó a trabajar en la oficina del Presidente de Croacia, en el departamento de información donde trabajó hasta 1999 cuando asumió el cargo de asesor adjunto para la integración euroatlántica. Inició su carrera diplomática en 2001 como consejero en la embajada de Croacia en Bruselas. En 2003, se convirtió en ministro consejero en la embajada de Croacia en París. Cuando la Unión Democrática Croata (HDZ) llegó al poder, tras las elecciones de 2003, Kovač asumió el cargo de ministro adjunto de Asuntos Exteriores, y en 2005 el jefe de protocolo diplomático del ministerio de Asuntos Exteriores. En 2006, Kovač fue nombrado embajador. De 2008 a 2013 fue embajador de Croacia en Alemania.
Fue nombrado secretario internacional del HDZ por su entonces presidente Tomislav Karamarko en 2014. Después de que expiró su mandato en Alemania, los funcionarios estatales tenían la intención de nombrarlo nuevo embajador de Croacia en Polonia, pero él se negó y regresó a Croacia para ayudar al HDZ en las próximas elecciones presidenciales y parlamentarias.

## Publicaciones
- "La France, La création du royaume »Yougoslave« et la question Croate, 1914-1929", Berna, Berlín, Bruselas, Frankfurt a. M., Nueva York, Oxford, Viena: Peter Lang, 2001. , pag. 398.
- " Raspadanje Austro- Ugarske i rađanje Kraljevine SHS u svjetlu francuske politike (od listopada do prosinca 1918.)" (Desintegración del Imperio austrohúngaro) y nacimiento del Reino de Yugoslavia a la luz de la política francesa (de octubre a diciembre de 1918) )), Časopis za suvremenu povijest, no. 1, 2003. , pag. 141-172.
- "Francuska i hrvatsko pitanje, 1914.-1929." (Francia y la cuestión croata, 1914-1929), Zagreb: Dom i svijet, 2005. , pag. 363
- "La Croatie et l'Union Européenne, 1990-2004", en: Lukić, Renéo, La politique étrangère de la Croatie de son indépendance à nos jours, 1991–2006, Laval: Presses universitaires de l'Université de Laval, 2006, pag. 316[5]